# Receiver Functions

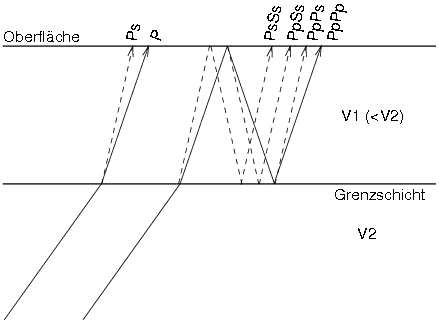
Konvertierte seismische Wellen und multiple Phasen

Die Methode der Receiver Functions gehört zu den gebräuchlichen Auswerteverfahren der Seismologie. In ihrer ursprünglichen Version, Mitte der 1960er Jahre wurden Fourierspektren von P-Wellen benutzt, um aus der Antwortfunktion der Erdkruste unterhalb einer einzelnen seismischen Station Geschwindigkeitsstrukturen abzuleiten. Die Methode wurde jedoch seither ständig weiterentwickelt und wird heute auch routinemäßig bei größeren Stationsnetzen eingesetzt.
Die Methode der Receiver Functions beruht auf dem Effekt der teilweisen Umwandlung seismischer Wellentypen (Konversion), wie sie an seismischen Diskontinuitäten auftritt: Die Energie einer auf eine solche Grenzschicht auftreffenden P-Welle wird zu einem Teil in eine S-Welle umgewandelt (bezeichnet als Ps-Welle). Da deren Ausbreitungsgeschwindigkeit niedriger ist, erreichen diese sogenannten konvertierten seismischen Phasen die Messstation verzögert. Aus der Zeitdifferenz kann mit einem geeigneten Geschwindigkeitsmodell auf die Tiefe der Diskontinuität zurückgeschlossen werden.
Neben der direkten konvertierten Phase treten auch Multiple (mehrfach innerhalb einer seismischen Schicht reflektierte und dabei evtl. konvertierte Wellen) auf. Diese erbringen einerseits über ihre Laufzeitdifferenz zusätzliche Informationen, können andererseits jedoch auch direkte Phasen überdecken und wirken damit störend.
In der jüngeren Entwicklung gewinnt auch die Methode der S-Receiver Functions an Bedeutung. Diese beruht auf dem gleichen Prinzip, verwendet jedoch den umgekehrten Fall einer S-Welle, die teilweise in P-Wellen (Sp-Welle) konvertiert wird. Da es sich bei der S-Welle um eine spätere Phase des Wellenspektrums handelt, tritt hier meist ein deutlich höherer Rauschpegel auf. Die S-Receiver Function Methode hat jedoch den Vorteil, dass die zu untersuchenden Sp-Phasen wegen der höheren P-Wellengeschwindigkeit vor der erzeugenden S-Welle eintreffen. Die multiplen Phasen hingegen erreichen die Messstation auf Grund des mehrfachen Laufweges später und stören somit nicht die direkten konvertierten Phasen.